# 宿度
宿度（1532年—？），字元周，號二山，山東萊州府掖縣人，民籍，明朝政治人物。

## 生平
山東鄉試第三十名舉人。嘉靖三十八年（1559年）中式己未科三甲第二十七名進士。授宁波府推官，擢刑部主事，升郎中，隆慶五年（1571年）奉命往江南録囚。万历三年（1575年）五月升湖广副使，整饬辰沅兵备，七年二月升四川左参政。二十三年四月起补山西右参政，二十五年七月升陕西按察使，二十七年以太仆寺卿致仕。

## 家族
曾祖宿富，壽官；祖父宿敖，典膳 以子宿應參封監察御史；父宿應軫，監生。母李氏。重庆下。兄宿緯東（辛酉舉人）。弟升東、庚、廓。